# Jaina Solo
Jaina Solo là một nhân vật hư cấu trong vũ trụ Star Wars được sáng tạo bởi tác giả Timothy Zahn. Nhân vật xuất hiện lần đầu tiên trong cuốn tiểu thuyết The Last Command. Cô là con gái của Leia và Han. Được thừa hưởng năng lực của cả mẹ và cha, cô trở thành một Jedi và phi công của phi đội Rogue. Sau này, cô đã buộc phải giết em trai mình sau khi cậu bị lùa về mặt tối.
Nhân vật Jaina xuất hiện trong nhiều các cuốn tiểu thuyết khác của EU và mô hình đồ chơi.

## Sáng tạo và phát triển
Jaina Solo được sáng tạo bởi Timothy Zahn, và được giới thiệu lần đầu trong bộ ba tiểu thuyết của ông khi Leia có thai và sinh ra 2 đứa trẻ song sinh. Timothy lúc đầu cảm thấy rất khó để đặt tên cho nhân vật, sau đó ông quyết định dùng tên "Jaina" sau khi một người bạn của ông gợi ý cái tên vần với Jacen như Leia và Luke. Hai nhân vật trở thành chính diện bắt đầu từ tiểu thuyết Heirs of the Force (1995) trở đi, Jaina được huấn luyện bởi chú của mình, Luke và tham gia nhiều chuyến thám hiểm.
Lucasfilm và hãng xuất bản Del Rey đã đề ra một kế hoạch để tạo ra những thiếu niên anh hùng mới nối tiếp với các anh hùng trong 3 phần gốc với sê-ri New Jedi Order (1999-2003). Jaina trở thành nhân vật chính của sê-ri và thực sự là ngôi sao trong The New Jedi Order: Dark Journey, cho thấy việc thể hiện nhân vật của cô rất phức tạp. Sau này, trong sê-ri Legacy of the Force  cô trở thành nhân vật chủ chốt khi quyết định tiêu diệt em trai mình để mang lại công lý và cân bằng cho Thiên hà.
Kevin J. Anderson và Rebecca Moesta tác giả của bộ Young Jedi Knights muốn thể hiện nhân vật kiểu như một tomboy rất lô-gíc và máy móc, giống như cha cô, hơn là một "cô gái bình thường". Anderson thấy rất cần thiết khi để cô làm người lớn để giữ lại chất Star Wars trong tiểu thuyết vị thành niên. Troy Denning, tác giả của nhiều tác phẩm có chứa Jaina chọn cô là một trong các nhân vật mà mình yêu thích, nói rằng "Cô ấy là người phụ nữ mạnh mẽ, nhưng phải trả giá ở bên trong. Cô ấy thấy nhiều đau thương và cố gắng giữ mình lại."

## Trong phương tiện khác
Vào năm 2016, Jaina Solo được thêm vào dòng đồ chơi của hãng Hasbro do người hâm mộ bình chọn.

## Nhân vật

### Tính cách và ngoại hình
Jaina Solo cao 1.49m, mắt và tóc nâu với làn da vàng nhạt. Cô thường mặc bộ áo khoác giống cha cô, Han Solo, và bộ áo choàng Jedi mỗi khi tập luyện trong đền. Cô là người mạnh mẽ, thông minh, và xinh đẹp. Jaina không giống những đứa em ruột, và được coi là giống bố nhất, tháo vát, thích cơ khí nhưng cứng đầu. Cô là người cảm xúc và thương bạn bè sau cái chết của nhiều người thân, nhất là cái chết của Jacen Solo, em trai song sinh của mình.

### Sức mạnh và kĩ năng
Cô là con của Leia Organa, vì vậy dòng máu Skywalker chảy trong người cô làm cô mạnh với Thần lực. Cộng với dòng máu của bố cô, cô cũng rất giỏi cơ khi và sửa chữa máy móc. Jaina được coi là Thanh gươm Jedi, giỏi kĩ năng cận chiến với Gươm ánh sáng

## Đón nhận
Cô được cho là một trong các nhân vật nữ mạnh mẽ trong Star Wars, xếp thứ 3 trong danh sách "10 phụ nữ mạnh nhất trong Star Wars" bởi WhatCulture. Cô cũng được xếp vào danh sách 25 nhân vật nữ tuyệt nhất trong Star Wars bởi trang web Den of Geek và phụ nữ nóng bỏng của Star Wars.
Một số lớn người hâm mộ đã thấy sự giống nhau giữa 2 nhân vật Jaina và Rey trong Thần lực thức tỉnh (2015), cũng như Jacen Solo với Kylo Ren.